# Ozdín
Ozdín este o comună slovacă, aflată în districtul Poltár din regiunea Banská Bystrica. Localitatea se află la altitudinea de 286 m deasupra n.m., se întinde pe o suprafață de 15,22 km2 și în 2017 număra 305 locuitori.

## Istoric
Localitatea Ozdín este atestată documentar din 1279.

## Demografie
| An:                | 1994 | 2004   | 2014    | 2024    |
| ------------------ | ---- | ------ | ------- | ------- |
| Număr de persoane: | 359  | 370    | 330     | 274     |
| Diferență:         |      | +3,06% | −10,81% | −16,96% |

| An:                | 2023 | 2024   |
| ------------------ | ---- | ------ |
| Număr de persoane: | 278  | 274    |
| Diferență:         |      | −1,43% |